# Japan Cup 2009 (ciclismo)
La Japan Cup 2009, diciottesima edizione della corsa e valida come evento dell'UCI Asia Tour 2010, si svolse il 25 ottobre 2009. Fu vinta dal danese Chris Anker Sørensen che terminò la gara in 4h06'19".

## Ordine d'arrivo (Top 10)
| Pos. | Corridore         | Squadra       | Tempo    |
| ---- | ----------------- | ------------- | -------- |
| 1    | Chris Sørensen    | Saxo Bank     | 4h06'19" |
| 2    | Daniel Moreno     | C. d'Epargne  | a 24"    |
| 3    | Ivan Santaromita  | Liquigas      | s.t.     |
| 4    | Juan José Cobo    | Fuji-Servetto | s.t.     |
| 5    | Pablo Lastras     | C. d'Epargne  | a 41""   |
| 6    | Joaquim Rodríguez | C. d'Epargne  | a 1'00"  |
| 7    | Valerio Agnoli    | Liquigas      | a 1'26"  |
| 8    | Giovanni Visconti | ISD-Neri      | s.t.     |
| 9    | Shinri Suzuki     | Skil-Shimano  | a 2'09"  |
| 10   | Gustav Larsson    | Saxo Bank     | s.t.     |